# Габриэль и Сара Стейси
Габриэ́ль и Са́ра Сте́йси (англ. Gabriel Stacy and Sarah Stacy) — вымышленные персонажи комиксов издательства Marvel Comics, дети Нормана Озборна и Гвен Стейси.

## История публикаций
Первое появление близнецов состоялось в The Amazing Spider-Man #509-514 (август 2004 — ноябрь 2004). Впоследствии Габриэль и Сара вернулись в The Spectacular Spider-Man vol. 2 #23-26 (март — май 2006). Позднее Габриэль появляется в ограниченной серии Amazing Spider-Man presents: American Son. Стражински признался, что изначально хотел сделать Питера Паркера отцом детей Гвен Стейси, но редакторам не хотелось, чтобы юный Питер был отцом двух взрослых детей. Команда пришла к выводу, что отцом детей Гвен будет Норман Озборн.

## Вымышленная биография
Сюжетная линия авторства Джозеф Майкл Стражински Sins Past (рус. Грехи прошлого), которая разворачивается в выпусках The Amazing Spider-Man #509-514 (август 2004 — ноябрь 2004), рассказывает, что Норман Озборн, альтер эго Зелёного гоблина, провёл ночь с Гвен Стейси, в результате чего на свет родились близнецы, мальчик и девочка, которых она родила во Франции, незадолго до её смерти. Увидев пренебрежительное отношение Нормана к его старшему сыну Гарри Озборну, Гвен запретила ему приближаться к близнецам. Зелёный гоблин, видя в ней угрозу, препятствующую воспитанию его наследников, убил её, сбросив с Бруклинского моста. После своей мнимой смерти в The Amazing Spider-Man #122 (июль 1973) он переехал во Францию, где нашёл близнецов, мальчика Габриэль и девочку Сару. Препарат, превративший Озборна в Зелёного гоблина изменил его геном и привёл к ускоренному взрослению детей, которые росли примерно в 2-3 раза быстрее, чем обычные люди. С ранних лет Норман внушал Габриэлю и Саре, что их настоящий отец — Питер Паркер, также виновный в гибели их матери.
Близнецы атаковали Питера Паркера, когда тот посетил могилу их матери. Чудом избежав гибели, он понял, что появление агрессоров связано с недавно полученным письмом от его погибшей девушки, Гвен Стейси. Чтобы расшифровать обрывки незаконченного послания, Питер отдал письмо на анализ в лабораторию судебной медицины. Затем он получил конверт с фотографиями Мэй Паркер и Мэри Джейн Уотсон с угрозами от близнецов. Некоторое время спустя он попал в ловушку Габриэля и Сары, но те оставили его в живых. В дальнейшем Питер узнал из расшифрованного письма Гвен, что она родила двоих детей. Решая убедиться в этом, он выкопал образец её ДНК из её могилы для проведения сравнительной экспертизы. В лаборатории он столкнулся с Сарой и обнаружил, что та как две капли воды похожа на Гвен. Из анализа он также узнал, что близнецы и впрямь являются детьми Гвен Стейси. Узнав от Мэри Джейн, что Норман Озборн — настоящий отец детей Гвен, Питер осознал, что изменения в геноме Озборна привели к их ускоренному развитию, из-за чего они скоро умрут.
Организовав пресс-конференцию, Человек-паук назначил близнецам встречу на мосту, на котором умерла их мать и рассказывал правду об их происхождении. Возмущённый Габриэль, который продолжал верить вранью Озборна, не хотел ничего слышать. Он был убеждён, что их настоящий отец — Питер Паркер и что он оставил их. С другой стороны, Сара поверила в правдивость слов Питера. Габриэль, вымещая свой гнев, продолжал атаковать Человека-паука, но Паркер лишь защищался, не нападая в ответ, так как не хотел причинить своему противнику вред. Подоспевшая полиция открыла огонь по одарённым. Получив ранение, Сара едва не погибла как мать, упав с моста. Человек-паук спас её, а Габриэль исчез, скрывшись в одном из многочисленных убежищ Нормана Озборна. Там он нашёл доказательства того, что Питер говорил ему правду. Он ввёл себе сыворотку Гоблина и превратился в Серого гоблина, надев серый вариант всем известного костюма. Как и в предыдущих случаях, сыворотка подействовала на психику отрицательно. В то же время Сара была доставлена в больницу. Ввиду особенности её крови, донорское переливание оказалось бесполезным. Тем не менее, Человек-паук сам стал донором, а его необычная кровь стабилизировала состояние Сары. Когда Серый гоблин атаковал ослабленного Человека-паука, он был остановлен Сарой, выстрелившей в глайдер. В результате мощного взрыва глайдера, Габриэль выжил, но потерял память.
Продолжение сюжета Sins Past было опубликовано в The Spectacular Spider-Man vol. 2 #23-26 (март — май 2005) под названием Sins Remembered (рус. Знакомые грехи), от сценариста Сары Барнс и художника Скота Итона. Человек-паук обнаружил Сару в Париже, которая заботилась о своём брате, страдающим амнезией. Сара оказала помощь Интерполу в поимке криминального авторитета мсье Дюпреса, в обмен на оказание помощи организации с их с Габриэлем головной болью, вызванной ускоренным старением. Тем не менее, в течение этого времени Габриэль сбежал, что заставило Сару объединиться с Интерполом, чтобы найти брата. Эта сюжетная арка вошла в сборник The Spectacular Spider-Man Vol. 5: Sins Remembered (ISBN 0-7851-1628-1).

### Совершенно новый день
Первоначально Джозеф Майкл Стражински хотел использовать Габриэля и Сару в сюжетной арке Spider-Man: One More Day, однако идея была отвергнута несколькими редакторами, которые запретили ему вернуть близнецов на страницы комиксов. Тем не менее, в последующих комиксах были ссылки на Sins Past. Когда в Нью-Йорке появилась суперзлодейка Угроза, героиня Джекпот назвала её Серым гоблином, на что Человек-паук ответил, что «у него уже достаточно проблем и без ещё одного Серого гоблина». Позже был показан один из испытуемых Нормана Озборна с инициалами «Г. Стейси», однако Человек-паук заявил, что Гарри Озборн — единственный сын Нормана. Во время сражения с Молекулярным человеком, тот вызывает галлюцинацию у Озборна, в которой он видит беременную Гвен Стейси.
Официальное возвращение Габриэля Стейси состоялось в ограниченной серии Amazing Spider-Man presents: American Son (хотя местоположение Сары Стейси до сих пор неизвестно). Он находит своего свободного брата Гарри Озборна и стреляет в него, чтобы стать любимым сыном Нормана Озборна. Гарри спасает неизвестный человек, использующий личность Американского сына. После неудачного покушения, было выявлено, что Габриэль и Американский Сын — один и тот же человек. Впоследствии выяснилось, что он украл броню и теперь страдает от раздвоения личности. Сам Габриэль причинял ущерб обществу, в то время как личность Американского сына исправляла его ошибки. Во время битвы Габриэля с Человеком-пауком и Гарри, последний отключил броню и победил его в рукопашном бою. Потерпев поражение, Габриэль был отправлен в психиатрическую больницу для лечения. Позднее ему была доставлена восстановленная броня Американского сына.

## Силы и способности
Из-за усиленной крови Нормана Озборна, Габриэль и Сара росли примерно в 2-3 раза быстрее обычного человека. Кровь Озборна также усилила их физические полномочия: скорость, ловкость, силы и выносливость, а также даровала им исцеляющий фактор. Тем не менее, это привело к преждевременному старению, сопровождающемуся головными болями.
Состояние Сары было стабилизировано благодаря крови Человека-паука, оставив её психически устойчивой.
В то же время Габриэль принял формулу Гоблина, которая усилила его способности, вместе с тем взывая безумие. Будучи Серым гоблином он использовал арсенал своего отца, а именно костюм Гоблина, глайдер, тыквенные бомбы и ракеты. Позднее он использует броню Американского сына, носить которую может лишь тот, в чьих жилах течёт кровь Озборна. Броня, совмещающая в себе символы Железного человека и Капитана Америки даёт ему возможность летать и стрелять энергетическими снарядами.

## Вне комиксов

### Видеоигры
- Серый гоблин появляется в игре «Spider-Man Unlimited», в качестве альтернативного костюма Зелёного гоблина.